# アンカー二重管削孔
アンカー二重管削孔（アンカーにじゅうかんさっこう）は、土砂災害にあった斜面の復旧や災害の危険がある斜面に対して予防治山として行うアンカー工の削孔方式の一種。
削孔後の孔壁が自立する（落盤しない土質）に対する単管削孔に対して、削孔後に孔壁が自立しない（落盤する）土質においても二重の独立した削孔管で削孔し、削孔後に内管を単独で抜いて外管のみによる安定した空間を地中に確保できるため、鋼材とグラウトによるアンカー体を高品質で造成する事が可能な削孔方法。斜面削孔の場合はロータリーパーカッション式の削孔機械により施工が現実的に可能となっている。